# Ectophylla alba
Ectophylla alba är en fladdermusart som beskrevs av Harrison Allen 1892. Ectophylla alba är ensam i släktet Ectophylla som ingår i familjen bladnäsor. IUCN kategoriserar arten globalt som nära hotad. Inga underarter finns listade i Catalogue of Life.
Det vetenskapliga släktnamnet är sammansatt av de grekiska orden ektos (på utsidan) och phyllon (blad). Namnet syftar på hudfliken (bladet) på näsan som är typisk för hela familjen. Artepitet alba är latin för "vit" och syftar på pälsfärgen.

## Utseende
Arten blir 35 till 48 mm lång (huvud och bål), har 25 till 35 mm långa underarmar och väger cirka 7,5 g. Svansen finns bara rudimentärt och den är inte synlig utanför kroppen. Typisk för arten är den vita pälsen med gråa hårspetsar på buken. Även regionen kring ögonen är gråaktig. Ectophylla alba har gula öron och ett gult blad (hudflik) på näsan.
På hakan finns två rader med vårtor, den första raden med 8 till 10 vårtor och den andra raden med 4 vårtor. Tandformeln är I 2/2 C 1/1 P 2/2 M 2/2, alltså 28 tänder.

## Utbredning och habitat
Denna fladdermus förekommer i Centralamerika från östra Honduras till nordöstra Panama. Den vistas i låglandet och i kulliga områden upp till 700 meter över havet. Habitatet utgörs av städsegröna regnskogar.

## Ekologi
Individerna vilar i stora blad (till exempel av hummerklosläktet) som omvandlas till en tältliknande struktur. Vissa tält använd bara på natten när fladdermusen vill äta i lugn och ro. Vid sovplatsen bildas mindre flockar med fyra till åtta medlemmar. Gömstället ligger vanligen 2 meter över marken. När ungarna föds måste de vuxna hanarna lämna flocken tills ungarna är självständiga. Ibland ammar en hona en främmande unge.
Ectophylla alba äter främst frukter. Per kull föds en unge.

## Bildgalleri

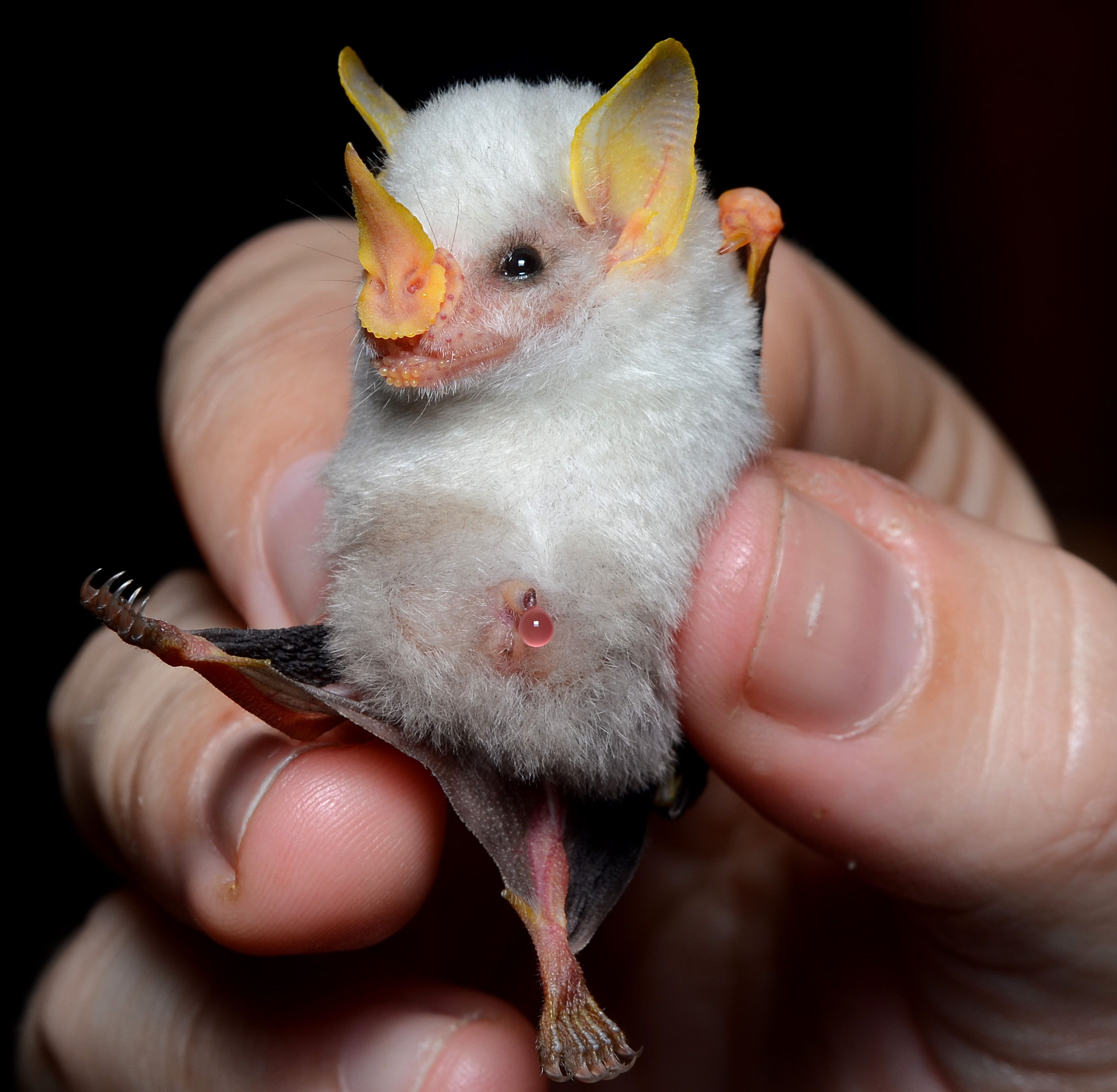